# William Elmer
Pour les articles homonymes, voir Elmer.
William Elmer, parfois crédité Billy Elmer, est un acteur américain né le 25 avril 1869 à Council Bluffs, dans l'Iowa et mort le 24 février 1945 à Hollywood.

## Filmographie partielle
- 1913 : The House of Darkness de D. W. Griffith
- 1913 : The Mothering Heart de D. W. Griffith
- 1914 : The Cherry Pickers de Colin Campbell
- 1914 : Shotgun Jones de Colin Campbell
- 1914 : The Ghost Breaker de Cecil B. DeMille et Oscar Apfel
- 1914 : Le Mari de l'Indienne (The Squaw Man) de Cecil B. DeMille et Oscar Apfel
- 1914 : The Man on the Box d'Oscar Apfel et Cecil B. DeMille
- 1914 : The Virginian de Cecil B. DeMille
- 1914 : Brewster's Millions d'Oscar Apfel et Cecil B. DeMille :
- 1915 : La Fille du Far West (The Girl of the Golden West) de Cecil B. DeMille
- 1915 : Kindling de Cecil B. DeMille
- 1915 : The Arab de Cecil B. DeMille
- 1915 : Carmen de Cecil B. DeMille
- 1916 : Anice, fille de ferme (The Plow Girl) de Robert Z. Leonard
- 1916 : Jeanne d'Arc de Cecil B. DeMille
- 1916 : The Blacklist de William C. de Mille
- 1917 : The Victor of the Plot de Colin Campbell
- 1917 : Freckles de Marshall Neilan
- 1918 : The Things We Love de Lou Tellegen
- 1918 : L'Illusion du bonheur (We Can't Have Everything) de Cecil B. DeMille
- 1918 : Douglas a le sourire (He Comes Up Smiling) d'Allan Dwan
- 1919 : Maggie Pepper de Chester Withey
- 1921 : The Road Demon  de Lynn Reynolds
- 1921 : The Big Town Round-Up de Lynn Reynolds
- 1921 : Big Game de Dallas M. Fitzgerald
- 1921 : The Foolish Age de William A. Seiter
- 1922 : Une femme de tête (Two Kinds of Women) de Colin Campbell
- 1931 : La Ruée vers l'Ouest de Wesley Ruggles
- 1935 : Les Misérables de Richard Boleslawski
- 1940 : Kitty Foyle de Sam Wood
- 1941 : Le Diable s'en mêle de Sam Wood
- 1942 : Les Naufrageurs des mers du Sud de Cecil B. de Mille
- 1942 : La Splendeur des Amberson d'Orson Welles